# Tratado de Livre-Comércio entre Estados Unidos e Peru
O Tratado de Livre Comércio entre Peru e Estados Unidos é um tratado de livre comércio bilateral formado entre o Peru e os Estados Unidos. É um tratado vigente, buscando eliminar desafios no intercâmbio comercial, consolidar o acesso a bens e serviços e auxiliar as empresas privadas de ambos os países. Além de temas comerciais, incorpora outros temas econômicos, institucionais, de propriedade intelectual, direitos trabalhistas e políticas ambientais.[carece de fontes?]